# Elbrus

Elbrus 3D

Elbrus (ryska: Эльбрус, balkariska: Минги-Тау, Mingi-Tau) är ett berg i ryska Kaukasus, delrepubliken Kabardinien-Balkarien. Det är Europas högsta berg och i de sju topparna. Berget har två toppar, varav den västra är högst med sina 5 642 meter över havet, medan den östra toppen mäter 5 621 meter över havet. Namnet kommer från medelpersiskan och betyder ungefär "det höga vakttornet".
Berget är en utslocknad andesitvulkan, som bildats under tertiär tid (mer än 2,5 miljoner år sedan). I de östra sluttningarna tränger dock fortfarande svavelhaltiga gaser upp.

## Historia
Den första som besteg berget var Kilar Chasjirov år 1829, som nådde den lägre östra toppen. Först 1874 bestegs den västra toppen av en brittisk-schweizisk expedition, ledd av guiden Achia Sottajev.

## Turistinformation
Idag är området öster om toppen en skidort med liftsystem upp till 3 800 meters höjd som erbjuder skidåkning året runt. Toppen är inte tekniskt svår att bestiga. Det finns en stollift som tar besökarna en bit upp. Varje dag under sommaren besöks toppen av grupper. Bestigningen är dock inte helt ofarlig och varje år omkommer människor på berget. Vädret är oberäkneligt och det kan snabbt bli mycket blåsigt. Höjdsjuka och glaciärsprickor utgör också faror. Den svenska bergsbestigaren Anneli Wester har tältat på toppen. 